# 2023 en rugby à XV
Cette page présente les faits marquants de l'année 2023 en rugby à XV : les principales compétitions et événements liés au rugby à XV et rugby à sept ainsi que les décès de grandes personnalités de ces sports.
L'année 2023 est marquée par l'organisation de la Coupe du monde de rugby à XV en France.

## Principales compétitions
- Champions Cup (du 9 décembre 2022 au 20 mai 2023)
- Challenge Cup (du 9 décembre 2022 au 19 mai 2023)
- Championnat d'Angleterre (du 10 septembre 2022 au 27 mai 2023)
- Championnat de France (du 3 septembre 2022 au 17 juin 2023)
- United Rugby Championship (du 16 septembre 2022 au 26 mai 2023)
- Coupe d'Angleterre (en) (du 20 septembre 2022 au 19 mars 2023)
- Super Rugby (du 24 février au 24 juin 2023)
- Súper Rugby Américas (du 18 février au 9 juin 2023)
- Currie Cup (en) (du 10 mars au 24 juin 2023)
- National Provincial Championship (du 4 août au 20 octobre 2023)
- The Rugby Championship (du 8 au 29 juillet)
- Tournoi des Six Nations (du 4 février au 18 mars 2023)
- Coupe du monde (du 8 septembre au 28 octobre 2023).

## Événements

### Janvier
- 22 janvier :
  - L’équipe masculine d'Argentine et l’équipe féminine de Nouvelle-Zélande remportent l'or au HSBC New Zealand Sevens à Hamilton[1].
  - Le Stade toulousain, le Stade rochelais et Montpellier sont les seuls clubs français à se qualifier pour les phases finales de la Champions Cup[2].
- 29 janvier : La Nouvelle-Zélande remporte les finales du tournoi féminin et masculin du HSBC Sydney Sevens[3].

### Février
- 11 février : L'Irlande s'impose à l'Aviva Stadium de Dublin face au XV de France sur un score de 32 à 19 lors de la deuxième journée du Tournoi des Six Nations et met ainsi fin à la série de 14 victoires consécutives des Français, qui n'avaient plus perdu depuis juillet 2021[4].
- 24 février : Début de la Saison 2023 de Super Rugby avec la victoire des Chiefs face aux Crusaders 10-31 en match d'ouverture[5].
- 27 février : La Nouvelle-Zélande bat l'Argentine et remporte la finale du HSBC Los Angeles Sevens. Les All Blacks Sevens deviennent la première équipe masculine des HSBC World Rugby Sevens Series 2023 à remporter deux tournois en 2023[6].

### Mars
- 5 mars : L'équipe masculine d'Argentine bat la France en finale du HSBC Canada Sevens, à Vancouver[7]. L'équipe féminine de Nouvelle-Zélande bat l'Australie en finale du même tournoi[8].
- 11 mars : Lors de la 4e journée du Tournoi des Six Nations, la France bat l'Angleterre 53 à 10, faisant de ce match la plus lourde défaite subie par les Anglais à domicile et le troisième plus gros revers de toute leur histoire. C'est également la plus large victoire des Bleus à Twickenham, avec le plus grand nombre de points inscrit face aux Anglais dans l'histoire. Les Anglais n'avaient jamais encaissé plus de 50 points à Twickenham[9],[10]. Avec un doublé inscrit dans ce match, Damian Penaud devient le meilleur marqueur français du Tournoi des Six Nations en dépassant Vincent Clerc, avec au total douze essais marqués par Penaud, contre onze pour Clerc[11]
- 18 mars : Durant la 5e journée du Tournoi des Six Nations, l'Irlande s'impose 29 à 16 contre l'Angleterre, gagne son cinquième match d'affilée et remporte ainsi la compétition en réalisant le Grand Chelem[12]. Thomas Ramos termine meilleur réalisateur de ce tournoi (84 points) et devient le meilleur marqueur de points français sur une édition du Tournoi des Six Nations, dépassant Gérald Merceron qui en avait marqué 80 lors de l'édition de 2002[13],[14]. Jonathan Sexton devient quant à lui le meilleur réalisateur de l’histoire du Tournoi des Six Nations avec 560 points marqués dans cette compétition[15],[16].
- 19 mars :
  - La Géorgie bat le Portugal 38 à 11 et remporte le Rugby Europe Championship 2023[17],[18]. La Roumanie termine troisième après avoir battu l'Espagne 31-25[19].
  - Lors de la dernière journée du Tournoi des Six Nations des moins de 20 ans, l'équipe d'Irlande de moins de 20 ans s'impose contre l'équipe d'Angleterre des moins de 20 ans sur le score de 36 à 24 ce qui leur permet de remporter la compétition en réalisant le Grand Chelem pour la deuxième année consécutive[20].
  - Exeter remporte la Coupe d'Angleterre en battant, après prolongation, les London Irish par 20 à 24[21].
- Du 25 mars au 29 avril : 28e édition du Tournoi des Six Nations féminin.

### Avril
- Du 25 mars au 29 avril : 28e édition du Tournoi des Six Nations féminin.
- 29 avril : L'équipe d'Angleterre féminine bat l'équipe de France féminine sur le score de 38 à 33 lors du dernier match du Tournoi des Six Nations féminin 2023 et remporte ainsi cette compétition en réalisant le Grand Chelem pour la cinquième fois consécutive[22].
- 30 avril : Le Blagnac Rugby féminin remporte la Coupe de France féminine après s'être imposé en finale sur le score de 50 à 14 face à l'AC Bobigny 93[23].

### Mai
- 19 mai : Toulon bat Glasgow 43 à 19 en finale de la Challenge Cup disputé à l'Aviva Stadium de Dublin, et remporte cette compétition pour la première fois de son histoire, après quatre finales perdues[24].
- 20 mai :
  - Les Kubota Spears sont sacré Champion du Japon après s'être imposé en finale au Stade national de Tokyo sur un score de 17 à 15 face aux Saitama Wild Knights.
  - Dax et Valence-Romans remportent leur demi-finale retour de Nationale, respectivement face à Blagnac et Albi, accèdent à la finale du championnat et sont tous les deux promus en Pro D2[25].
  - Le Stade rochelais s'impose 27 à 26 face au Leinster en finale de la Champions Cup et remporte cette compétition pour la deuxième année d'affilée face au même adversaire[26],[27].
- 27 mai :
  - Oyonnax bat le FC Grenoble 14 à 3, et sont sacré champion de Pro D2 ce qui leur permet également de remonter en Top 14[28].
  - Valence-Romans bat l'US Dax sur le score de 26 à 19 et devient champion de Nationale[29].
  - Les Saracens sont sacrés champion d'Angleterre après avoir battu les Sale Sharks 35 à 25 au Stade de Twickenham[30].
  - Les Irlandais du Munster remportent au Cape Town Stadium la finale du United Rugby Championship en battant les Sud-Africains des Stormers, champion en titre, 19 à 14[31].

### Juin
- 3 juin :
  - L'USAP bat le FC Grenoble 33 à 10 lors du barrage d'accession au championnat de France, et se maintient donc en première division, tandis que les Grenoblois n'accède pas au Top 14[32].
  - Le Valladolid RAC est sacré champion d'Espagne après s'être imposé en finale sur le score de 40 à 34 face au Recoletas Burgos Universidad[33].
- 9 juin : Les Uruguayens du Peñarol Rugby remportent pour la deuxième année consécutive le Súper Rugby Américas en battant en finale les Argentins du Dogos XV par 23 à 17[34].
- 10 juin : Les lionnes du Stade bordelais décrochent pour la première fois le titre de championne de France après l'avoir emporté sur le score de 27 à 23 face au Blagnac Rugby féminin[35].
- 17 juin : Le Stade toulousain est sacré champion de France pour la 22e fois de son histoire, après s'être imposé face au Stade rochelais sur le score de 29 à 26 grâce à un essai de Romain Ntamack dans les ultimes secondes du match[36].
- 23 juin : Les Gloucester-Hartpury Women remportent leur premier Championnat d'Angleterre féminin après avoir battu en finale les Exeter Chiefs Women sur le score de 34 à 19[37].
- 24 juin :
  - Les Crusaders battent les Chiefs 20 à 25 en finale de Super Rugby, conservent donc leur titre et remportent la compétition pour la douzième fois de leur histoire[38].
  - Les Free State Cheetahs remportent la Currie Cup en s'imposant en finale 25-17 contre les Pumas[39].
- 27 juin : L'équipe d'Irlande de rugby à sept et l'équipe de Grande-Bretagne féminine de rugby à sept remportent les Jeux européens 2023 et se qualifient donc pour les Jeux olympiques de Paris 2024[40],[41],[42].

### Juillet
- 8 juillet : L'Afrique du Sud et l'Australie s'affrontent pour le premier match du Rugby Championship 2023. Les Springboks s'imposent largement sur le score de 43 à 12 grâce notamment à un triplé de Kurt-Lee Arendse[43],[44].
- 9 juillet : L'arrière écossais aux cent sélections Stuart Hogg annonce la fin de sa carrière immédiate, à quelques semaines de la Coupe du monde[45]
- 29 juillet :
  - La Nouvelle-Zélande bat facilement l'Australie chez elle (7-38) et remporte le Rugby Championship[46].
  - L'Écosse domine l'Italie (25-13) en lancement de sa préparation à la Coupe du monde[47].

### Septembre
- Du 8 septembre au 28 octobre : 10e édition de la Coupe du monde de rugby à XV en France[48].
- 8 septembre : Le XV de France parvient à l'emporter au Stade de France sur le score de 27 à 13 face aux All Blacks lors du match d'ouverture de la Coupe du monde comptant pour la première journée de la poule A[49].
- 17 septembre : Les Fidji créent la sensation dans la poule C de la Coupe du monde, en parvenant à battre l'Australie sur le score de 22 à 17[50].

### Octobre
- 8 octobre : Le Portugal remporte la première victoire de son histoire en Coupe du monde, en battant dans la poule C les Fidji, pourtant favoris, 23-24. Malgré leur défaite les Flying Fijians sont quand même qualifié pour les quarts de finale grâce à leur point de bonus défensif[51].
- 21 octobre : Taranaki remporte le NPC pour la deuxième fois de son histoire lors de l'édition 2023 en battant Hawke's Bay 22-19 en finale[52].
- 28 octobre : Finale de la Coupe du monde au Stade de France à Saint-Denis, l'Afrique du Sud parvient à remporter le match sur le score de 12 à 11 face à des All Blacks réduit à 14 pendant 51 minutes. Avec ce titre, les Springboks deviennent l'équipe la plus titrée en étant sacré champion du monde pour la 4e fois de leur histoire.

### Novembre
- 2 novembre : L'anglais Wayne Barnes, arbitre de le dernière finale de la Coupe du monde, annonce mettre un terme à sa carrière à l'âge de 44 ans[53].
- 18 novembre : Le joueur le plus capé de l'histoire du rugby à XV international avec 170 sélections, le gallois Alun Wyn Jones, met un terme à sa carrière professionnelle après un ultime match de Top 14 avec le RC Toulon contre l'ASM Clermont Auvergne[54],[55].

### Décembre
- 9 décembre : Premier match de l'histoire de l'équipe géorgienne des Black Lion en Challenge Cup face à Gloucester Rugby[56].
- 15 décembre : Première victoire des Black Lion en Challenge Cup, à l'extérieur, contre les Scarlets 23 à 7[57].
- 22 décembre : Les Black Lion remportent leur troisième Rugby Europe Super Cup d'affilée après leur succès 27 à 17 en finale contre le Tel Aviv Heat[58].

## Principaux décès
- 7 janvier : décès à 86 ans de Kenneth Scotland, international écossais (27 sélections)[59].
- 9 janvier :
  - Décès de l'ancien international anglais et joueur des Lions britanniques et irlandais, David Duckham, à l'âge de 76 ans[60].
  - Le champion de France 1964 avec la Section paloise, Jacques Clavé, meurt à l'âge de 79 ans[61].
- 11 janvier : L'ancien joueur de rugby à XV et international à XIII, Jean Kaczmarek, meurt à l'âge de 85 ans[62].
- 16 janvier : décès à 93 ans de Pierre Danos, ancien joueur du SC Albi, RC Toulon, de l'AS Béziers et international français[63].
- 9 février : Charlie Faulkner, ancien international gallois et joueur des Lions britanniques et irlandais meurt à 81 ans[64].
- 24 février : L'ancien international irlandais Tom Tierney meurt à l'âge de 46 ans[65].
- 5 mars : Denys Drozdz, ancien deuxième ligne de Brive et du Stade Français décède à 37 ans des suites d'une longue maladie[66],[67].
- 5 avril : L'ancien entraîneur des Sharks et sélectionneur des Springboks, Ian McIntosh, décède d'un cancer, à l'âge de 84 ans[68],[69].
- 2 mai : L’ancien président de la Fédération française de rugby et de l’IRB, Bernard Lapasset meurt à l'âge de 75 ans[70].
- 12 mai : Décès à 71 ans de l'ancien international All Blacks Bruce Robertson[71].
- 17 mai : Guy Pauthe, ancien international français, meurt à l'âge de 90 ans[72].
- 26 mai : L'ancien arbitre français, Didier Mené, meurt à l'âge de 59 ans[73].
- 13 juin : Décès à 69 ans de Paul Rendall, ancien international anglais[74].
- 27 juin : L'ancien joueur de l'US Dax, Jacques Bénédé, meurt à l'âge de 85 ans[75].
- 5 juillet : Roly Meates, ancien joueur et entraîneur irlandais, meurt[76].
- 29 juillet : Décès à 85 ans de l'ancien international gallois puis entraineur, Clive Rowlands[77].
- 2 août : Peter Dixon, ancien international anglais et membre des Lions britanniques et irlandais en 1971, meurt à l'âge de 79 ans[78].
- 4 août : Décès à 81 ans de Tane Norton, international néo-zélandais à 27 reprises[79].
- 11 août : L'ancien international roumain puis entraineur, Alexandru Penciu, meurt à l'âge de 90 ans[80].
- 12 août : Jacques Rougerie, ancien capitaine de l'AS Montferrand et père d'Aurélien Rougerie, meurt à l'âge de 78 ans[81].
- 19 août : Gérard Crémoux, ancien joueur de rugby à XV et à XIII, meurt à l'âge de 79 ans[82].
- 23 août : L'ancien international sud-africain, Theuns Stofberg, meurt à l'âge de 68 ans[83].
- 3 septembre : David Watkins, ancien joueur international gallois de rugby à XV et à XIII et également des Lions britanniques et irlandais meurt à l'âge de 81 ans[84].
- 11 octobre : Gérard Murillo, ancien joueur international français puis entraîneur, meurt à l'âge de 91 ans[85].
- 26 octobre : Guy Camberabero, champion de France 1970 avec La Voulte et international français de 1961 à 1968, meurt à l'âge de 87 ans[86].
- 7 novembre : L'ancien deuxième ligne international français et octuple champion de France avec l'AS Béziers, Alain Estève, meurt à l'âge de 77 ans[87].
- 8 novembre : L'ex international fidjien Aloisio Butonidualevu, champion de France de Pro D2 en 2012 avec le FC Grenoble, meurt à l'âge de 40 ans[88].
- 19 novembre : Hannes Strydom, champion du monde 1995 avec les Springboks, meurt à l'âge de 58 ans[89].
- 10 décembre : L'ancien joueur international irlandais, des Lions britanniques et irlandais, ainsi que président de l'IRB, Syd Millar, meurt à l'âge de 89 ans[90].
- 18 décembre : Décès à 86 ans de Brian Price, ancien international gallois et également membre des Lions britanniques et irlandais lors de la tournée de 1966[91].
- 24 décembre : l'ancien international anglais et également joueur des Lions britanniques et irlandais, Mike Weston, meurt à l'âge de 85 ans[92].
- 25 décembre : Christian Lassère, ancien joueur de l'US Dax, meurt à l'âge de 88 ans[93].
- 30 décembre : Décès de Raymond Halçaren, ancien joueur du Stadoceste tarbais et du FC Lourdes, à l'âge de 79 ans[94].